# Ammannia involucrata
Ammannia involucrata är en fackelblomsväxtart som beskrevs av S.A.Graham och Gandhi. Ammannia involucrata ingår i släktet Ammannia och familjen fackelblomsväxter. Inga underarter finns listade i Catalogue of Life.